# Ciclismo ai I Giochi europei
Le gare di ciclismo ai I Giochi europei sono state disputate a Baku dal 13 al 28 giugno 2015 e comprendevano tre diverse discipline: ciclismo su strada, mountain bike e BMX.

## Podi

### Ciclismo su strada
| Specialità                  | Oro               | Argento              | Bronzo               |
| Gara su strada maschile     | Luis León Sánchez | Andrij Hrivko        | Petr Vakoč           |
| Gara su strada femminile    | Alena Amjaljusik  | Katarzyna Niewiadoma | Anna van der Breggen |
| Gara a cronometro maschile  | Vasil' Kiryenka   | Stef Clement         | Luis León Sánchez    |
| Gara a cronometro femminile | Ellen van Dijk    | Hanna Solovej        | Annemiek van Vleuten |

### Mountain bike
| Specialità              | Oro           | Argento            | Bronzo            |
| Cross-country maschile  | Nino Schurter | Lukas Flückiger    | Fabian Giger      |
| Cross-country femminile | Jolanda Neff  | Kathrin Stirnemann | Maja Włoszczowska |

### BMX
| Specialità    | Oro                | Argento         | Bronzo          |
| BMX maschile  | Joris Daudet       | Twan van Gendt  | David Graf      |
| BMX femminile | Simone Christensen | Magalie Pottier | Aneta Hladikova |